# ISO 3166-2:TO
ISO 3166-2:TO — стандарт Международной организации по стандартизации, который определяет геокоды. Является подмножеством стандарта ISO 3166-2, относящимся к Королевству Тонга.
Стандарт охватывает пять округов. Каждый код состоит из двух частей: кода ISO 3166-1 для Тонга — TO и двухсимвольного номера, записанных через дефис.
Геокоды округов Тонга являются подмножеством кодов домена верхнего уровня — TO, присвоенного Тонга в соответствии со стандартами ISO 3166-1.

## Геокоды первого уровня для Тонга
Геокоды 5 округов административно-территориального деления Тонга.
| Код   | Административная единица |       |
| ----- | ------------------------ | ----- |
| TO-05 | Вавау                    | округ |
| TO-03 | Ниуас                    | округ |
| TO-04 | Тонгатапу                | округ |
| TO-02 | Хаапай                   | округ |
| TO-01 | Эуа                      | округ |

## Геокоды пограничных для Тонга государств
- Самоа ISO 3166-2:WS (на севере (морская граница)),
- Ниуэ ISO 3166-2:NU (на востоке (морская граница)),
- Фиджи ISO 3166-2:FJ (на западе (морская граница)).